# Bror von Düben
August Bror Carl von Düben (født 27. september 1861 i Söderala, død i 1944 i København) var en dansk arkitekt og friherre, af svensk oprindelse.
Bror von Düben var søn af Vilhelm von Düben (sv) og Amelie Elisabet Westerberg. Han tilhørte den svenske adelsslægt von Düben og var derfor friherre. Han havde flere søskende, herunder E. V. von Düben (sv), som flyttede til Mexico. I en periode i 1800-tallet boede den berømte svenske forfatter Selma Lagerlöf i hans barndomshjem i Landskrona.
Blandt hans værker bemærkes pavillonen ved Lykkesholms Allé. Den blev opført omkring 1907. Et andet af hans værker er Lille Købmagerhus (en) på Købmagergade i København og han leverede blandt andet tegninger til Nordisk Kabelfabrik.
Han blev gift 20. juli 1895 i Odense Kirke med Gertrud Danielsen, født i Odense, datter af Fredrik Danielsen og Anne Margrete Slangerick.

## Værker
- Lille Købmagerhus, København

## Galleri
- Lille Købmagerhus